# Absolut (filosofia)
L'absolut és un concepte en metafísica que designa una realitat que engloba tot, l'acte i el potencial i alhora ho transcendeix, identificat sovint amb Déu en el pensament religiós. Es defineix per negació, per l'absència de límits, de contingència i de concreció, com una idea abstracta que no sempre es pot assolir amb el coneixement humà, per definició limitat, L'absolut és inconcebible i inefable, però es pot arribar a entendre que està present en la consciència, i es manifesta en la natura i l'esperit finit.
Cada filosofia l'ha reinterpretat a la seva manera. El concepte de l'Absolut s'ha utilitzat per interpretar els primers textos de les religions índies com els atribuïts a Yajnavalkya, Nagarjuna i Adi Shankara. En el jainisme, el Coneixement Absolut o Kewalya Gnan, es diu que l'assoleixen els Arihantas i Tirthankaras, que reflecteixen en el seu coneixement els 360 graus de la veritat i els esdeveniments del passat, present i futur. Els 24 Tirthankaras i molts altres són Kewalya Gnani o Portadors del Coneixement Absolut. Segons Takeshi Umehara, alguns textos antics del budisme afirmen que "el veritablement Absolut i el veritablement Lliure ha de ser el no-res", el "buit". No obstant això, el primer erudit budista Nagarjuna, afirma Paul Williams, no presenta el "buit" com una mena d'Absolut, sinó que és "la mateixa absència (una pura no-existència) d'existència inherent" a l'escola Mādhyamaka de la filosofia budista. Segons Glyn Richards, els primers textos de l'hinduisme afirmen que el Brahman o el Brahman-Atman no dual és l'Absolut. El terme també ha estat adoptat per Aldous Huxley en la seva filosofia perenne per interpretar diverses tradicions religioses, incloses les religions índies, i va influir en altres fils del pensament no dualista i de la Nova Era.
Si bé el concepte general d'un ésser suprem ha estat present des de l'antiguitat, el terme exacte "Absolut" va ser introduït per primera vegada per Georg Wilhelm Friedrich Hegel, i ocupa un lloc destacat en el treball de molts dels seus seguidors. Als corrents propers a l'idealisme s'identifica amb l'ésser o substància; per a Kant és el noümen; per al nominalisme és solament una etiqueta lèxica que no té correspondència empírica i per a Plotí és l'U suprem del qual emana tota la resta i que posseeix una intel·ligència universal, entre d'altres.